# سایوز تی‌ام‌ای-۵ام
سایوز-تی‌ام‌ای-۵ام (به روسی: Союз )(به معنای اتحاد) یک مأموریت سرنشین دار سازمان ملی فضانوردی روسیه به سمت ایستگاه فضایی بین‌المللی محسوب می‌شود.

همچنین فضاپیمای این مأموریت وظیفه ارسال و بازگرداندن تعدادی از فضانوردان گروه اعزامی ۳۲ و گروه اعزامی ۳۳ را نیز بر عهده داشت.

## خدمه مأموریت
| نام            | ملیت                | تعداد پرواز | نقش عملیاتی | تصویر |
| یوری مالنچنکو  | روسیه               | ۵           | فرمانده     |       |
| سونیتا ویلیامز | ایالات متحده آمریکا | ۲           | مهندس پرواز |       |
| آکیهیکو هوشیده | ژاپن                | ۲           | مهندس پرواز |       |

## نگارخانه

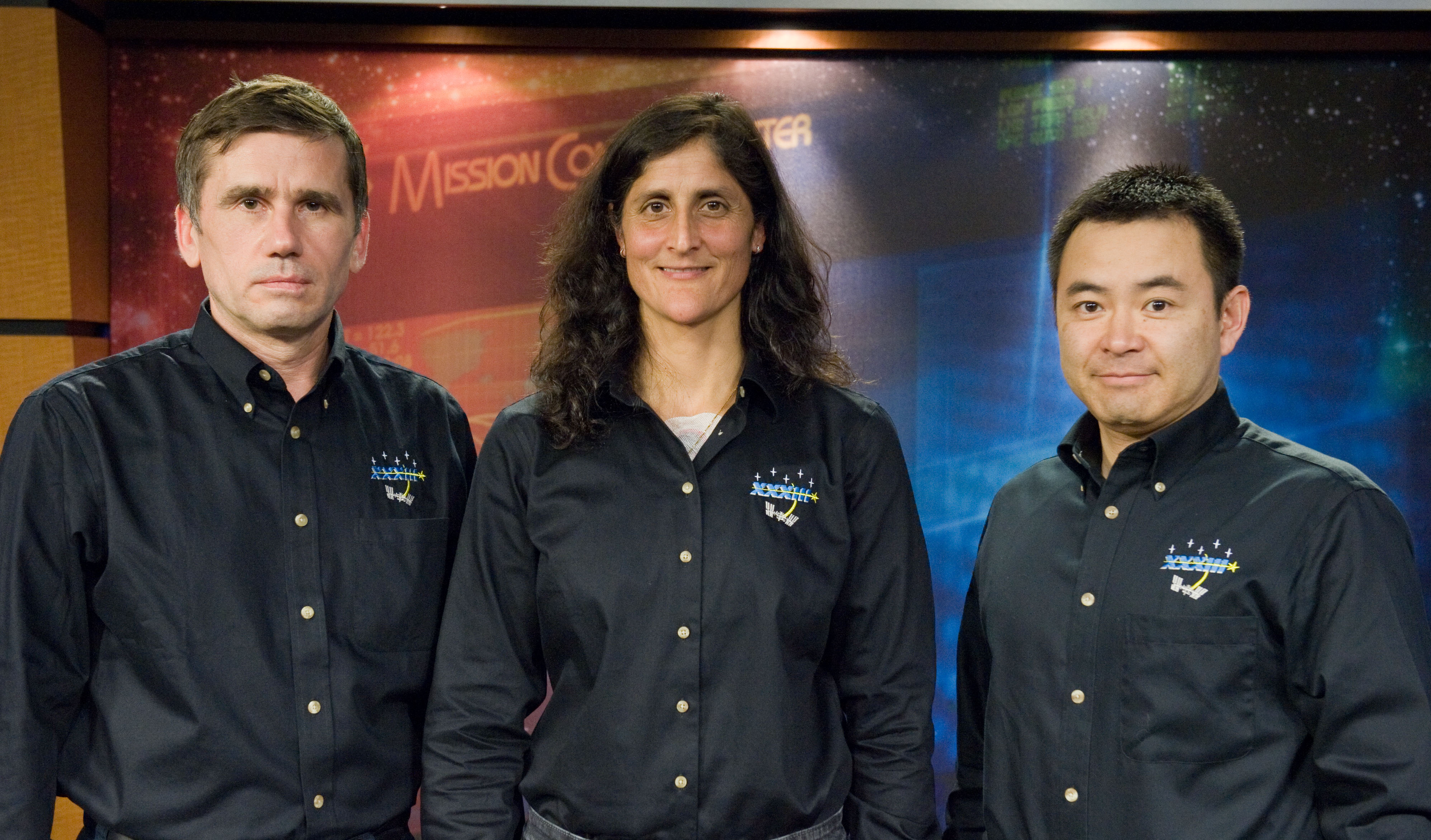
فضانوردان اصلی تی‌ام‌ای-۵ام
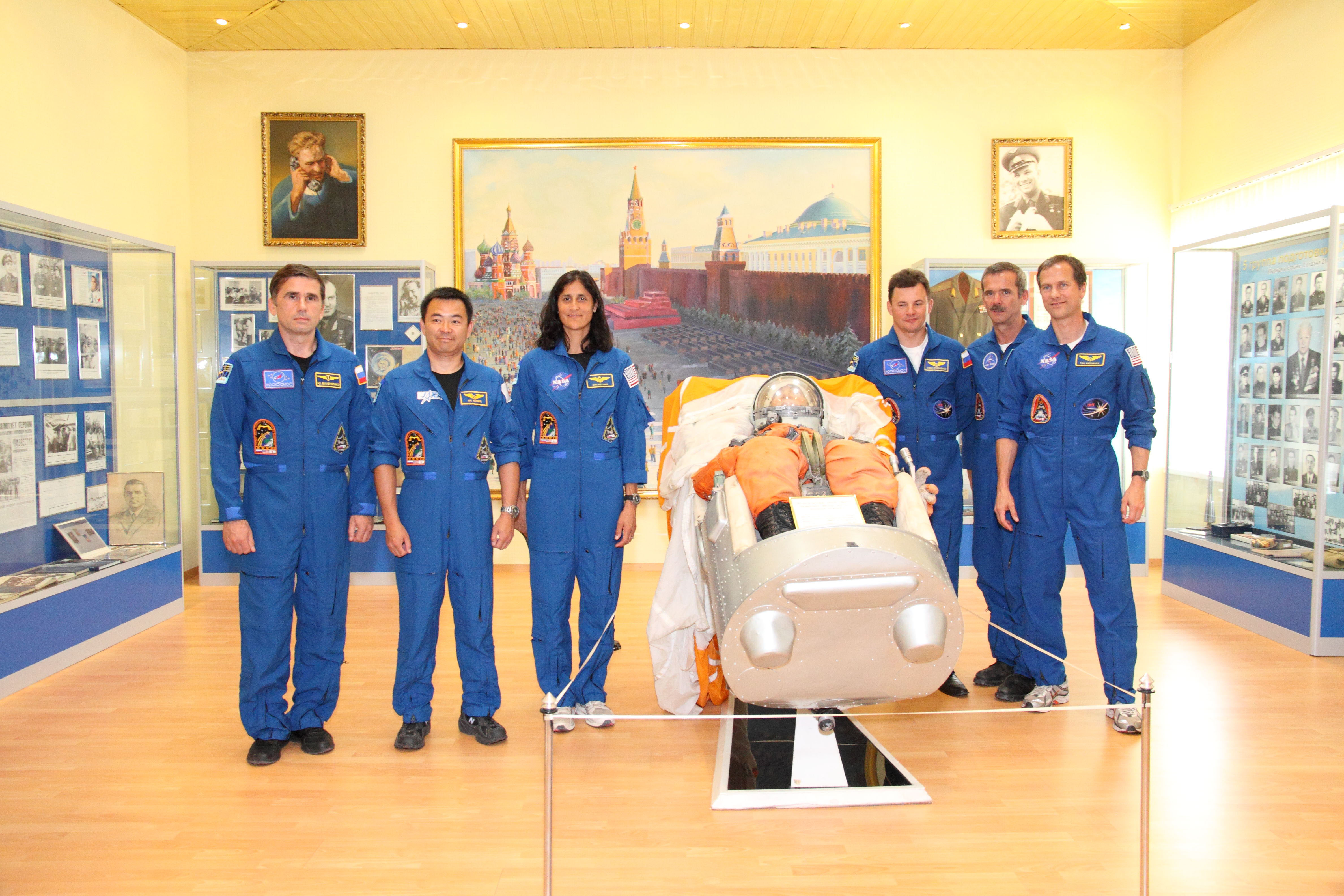
فضانوردان اصلی و پشتیبان تی‌ام‌ای-۵ام
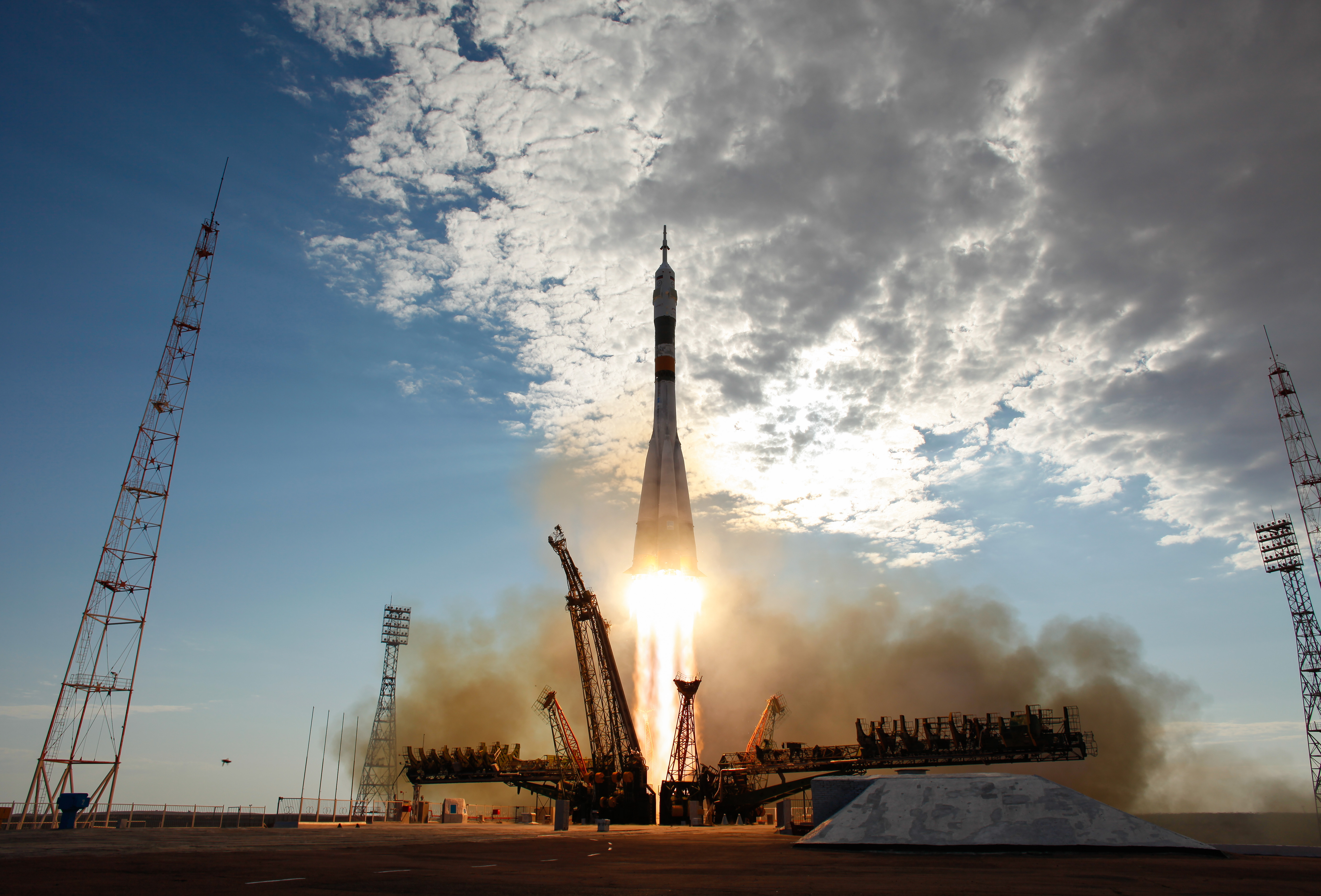
پرتاب تی‌ام‌ای-۵ام
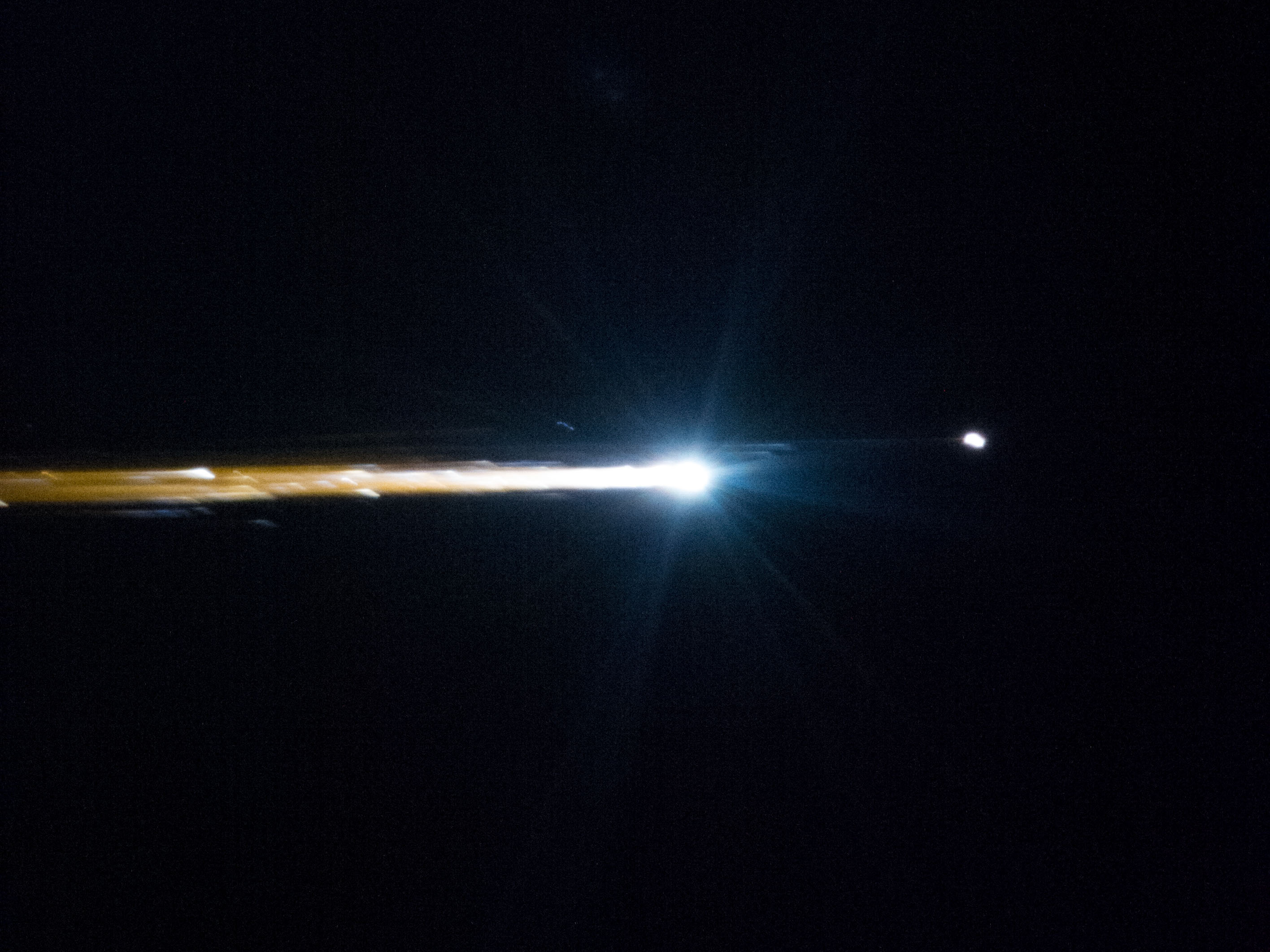
تی‌ام‌ای-۵ام در راه بازگشت به زمین
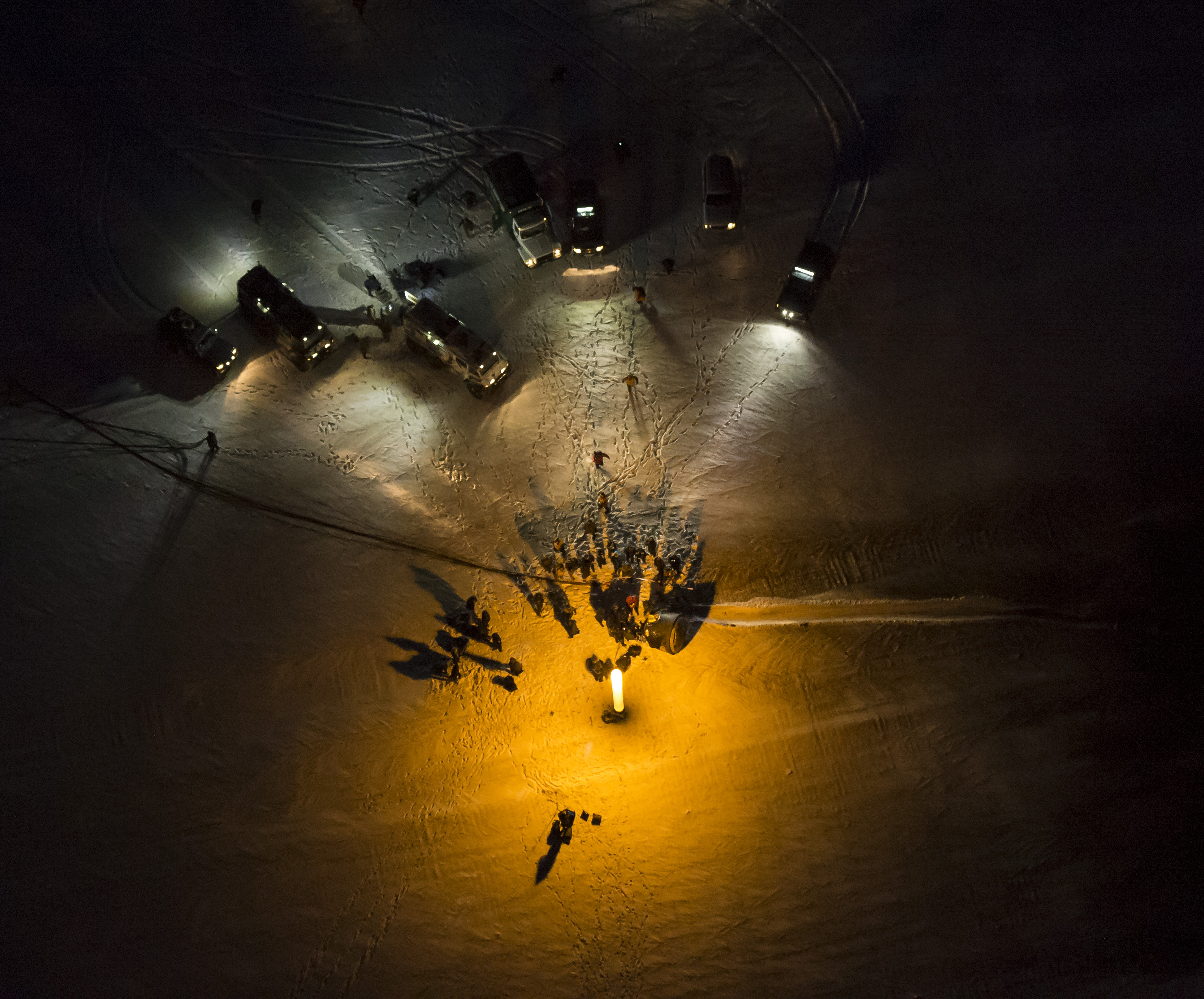
فرود تی‌ام‌ای-۵ام
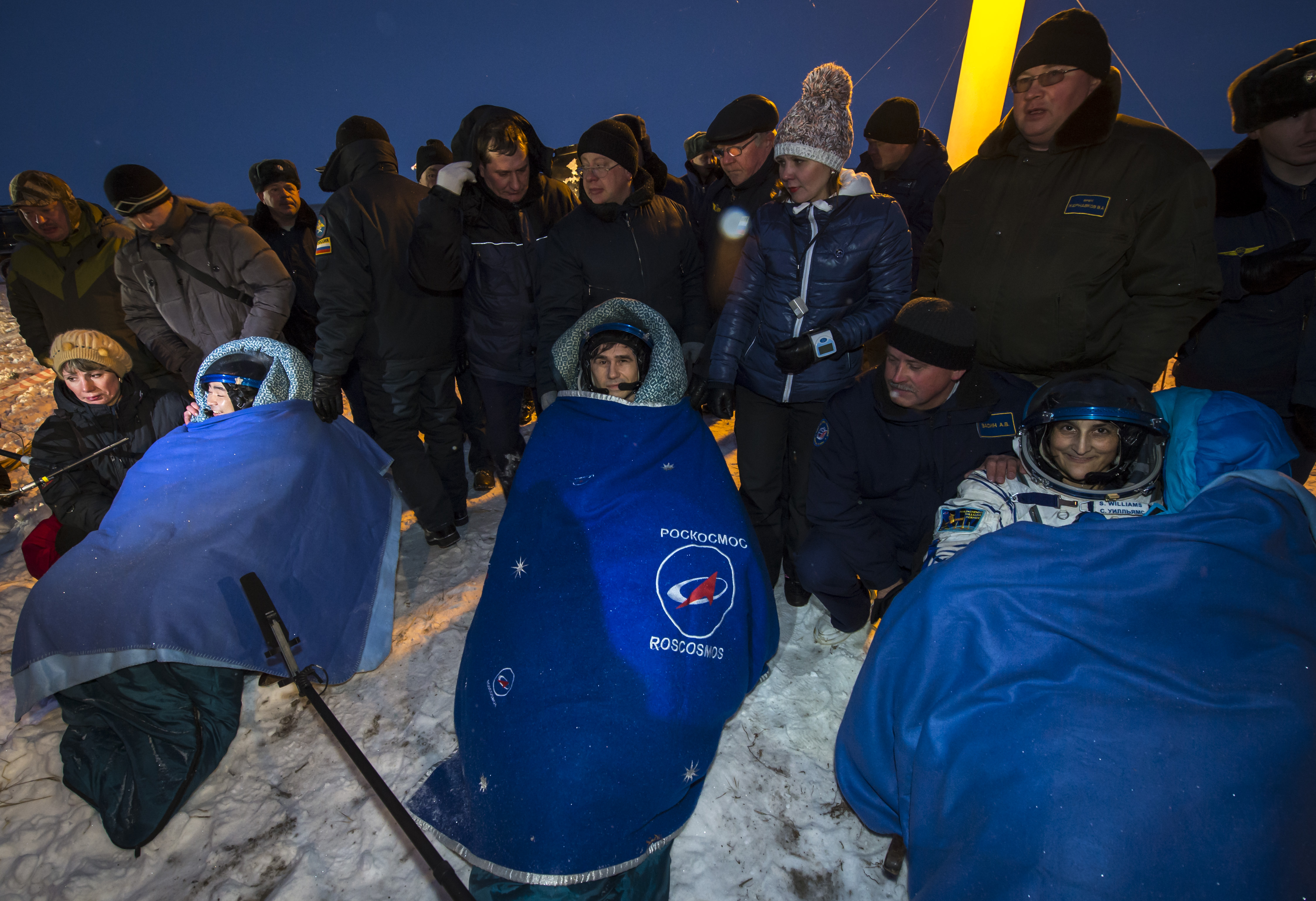
فضانوردان تی‌ام‌ای-۵ام پس از فرود